# Christ-König-Kirche (Hamburg-Lokstedt)

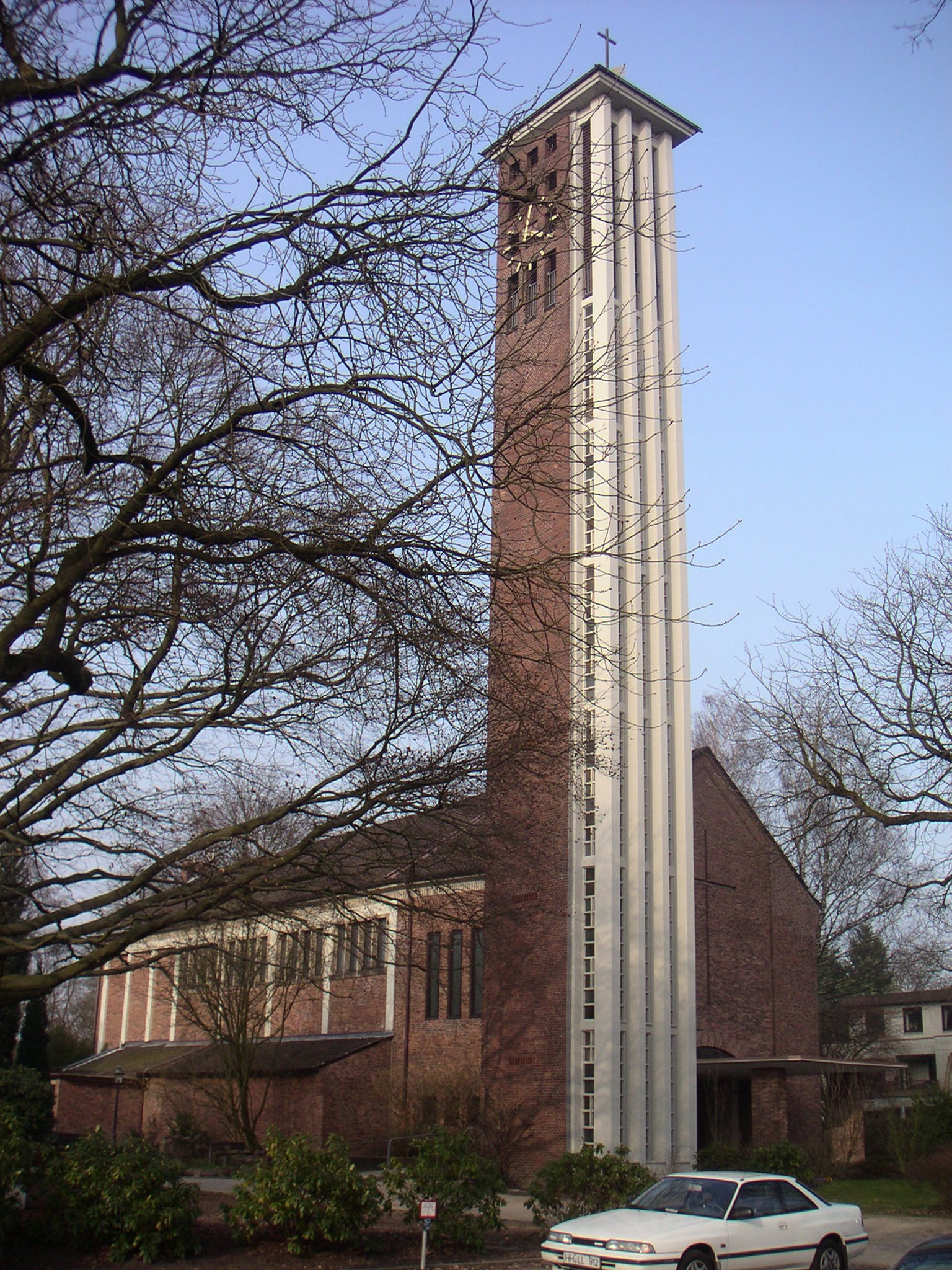
Turm und Ansicht von Süden

Die denkmalgeschützte evangelisch-lutherische Christ-König-Kirche  im Hamburger Stadtteil Lokstedt ist die einzige Kirche in der Stadt und die einzige evangelische Kirche, die diesen Namen trägt. Er bezieht sich auf die Königsherrschaft Jesu Christi, wie sie zum Beispiel das Lied Jesus Christus herrscht als König (EG 123) zum Ausdruck bringt.

## Bau und Architektur
Der Bau der Kirche erfolgte von 1954 bis 1956 nach Plänen der Architekten Friedrich Dyrssen und Gert Johanssen. Dyrssen hatte erste Entwürfe bereits 1933 fertig gestellt, die grundlegende Idee zum Bau einer größeren Kirche in Lokstedt ist noch weitere 20 Jahre älter.
Der 31 m hohe, freistehende schlanke Turm bestimmt den äußeren Charakter der Kirche. Für die Entstehungszeit war eine solche Konstruktion eher ungewöhnlich und erscheint erst vermehrt bei Kirchenbauten der folgenden Jahrzehnte. Das für 600 Sitzplätze ausgelegte Kirchenschiff ist als Skelettkonstruktion in Beton mit nicht tragenden Zwischenteilen in Backstein ausgeführt. Das klassische Satteldach ergänzt die modernen Elemente um eine konservative Note.
Im Innenraum lenken der trapezförmige Grundriss und die effektvoll gestaffelten Betonträger den Blick auf den Altarbereich. Der gesamte Innenraum wurde zweimal umgestaltet. Zuerst als 1980 eine neue Heizungsanlage eingebaut wurde, beim zweiten Umbau 2006 erhielt er seine heutige helle und ruhige Farbgebung nach Plänen des Architekten Matthias Johanssen.

## Ausstattung

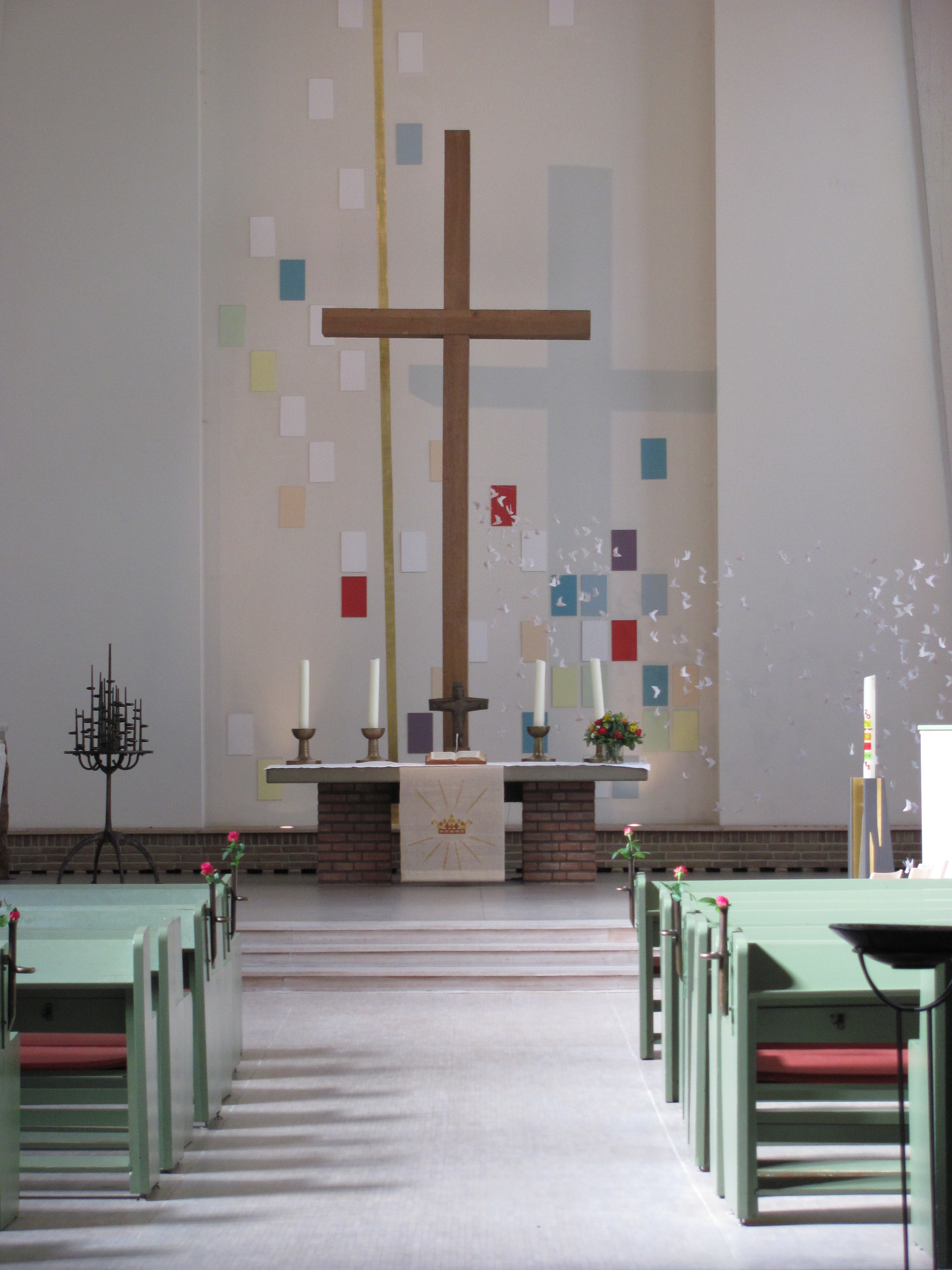
Altarbereich und Teile des Gestühls

Das Bronzekruzifix auf dem Altar kam 1959 in die Kirche, es ist ein Werk Rolf Görlers. Direkt hinter dem Altar steht ein großes Holzkreuz. Die Wand hinter dem Altar ist mit abstrakten Mustern gestaltet, wobei ein goldener Streifen die Verbindung zwischen Erde und Himmel und 50 verschiedenfarbige Tafeln die 50 Tage zwischen Ostern und Pfingsten symbolisieren sollen.

## Glocken
Die Kirche verfügt über ein fünfstimmiges Geläut, welches Friedrich Wilhelm Schilling im Jahr 1955 schuf. In der Melodielinie erklingt der Introitus Ad te levavi animam meam (Zu dir habe ich meine Seele erhoben).
| Glocke | Schlagton | Gewicht (kg) | Durchmesser (mm) | Inschrift |
| ------ | --------- | ------------ | ---------------- | --- |
| 1      | g1        | 720          | 1040             | Inschrift Schulter: LAND LAND LAND HÖRE DES HERRN WORT Inschrift Schlagring: "HAMBURG-LOKSTEDT/A.D. MCMLV"        |
| 2      | b1        | 403          | 840              | Inschrift Schulter: BETET OHNE UNTERLASS Inschrift Schlagring: "HAMBURG-LOKSTEDT/A.D. MCMLV"                      |
| 3      | c2        | 363          | 810              | Inschrift Schulter: KOMMT WIEDER MENSCHEN KINDER Inschrift Schlagring: "HAMBURG-LOKSTEDT/A.D. MCMLV"              |
| 4      | d2        | 248          | 720              | Inschrift Schulter: ICH UND MEIN HAUS WOLLEN DEM HERRN DIENEN Inschrift Schlagring: "HAMBURG-LOKSTEDT/A.D. MCMLV" |
| 5      | f2        | 210          | 660              | Inschrift Schulter: LASSET DIE KINDLEIN ZU MIR KOMMEN Inschrift Schlagring: "HAMBURG-LOKSTEDT/A.D. MCMLV"         |

## Orgel
Die Orgel wurde 1958 von Rudolf von Beckerath Orgelbau errichtet. Sie verfügt über 25 Register auf mechanischen Schleifladen mit insgesamt etwa 1400 Pfeifen, die auf zwei Manuale und Pedal verteilt sind. Das schmale Untergehäuse hat oberhalb des Spieltisches zwei verschließbare viereckige Türen mit Lamellen für das Brustwerk. Zwei gewölbte Konsolen vermitteln zu dem breiteren Oberteil, dessen nüchterner, fünfteiliger Prospekt vom zeittypischen Strukturalismus geprägt ist. Zwei niedrige Flachfelder flankieren das überhöhte Mittelfeld und leiten zu den mittelhohen Außenfeldern über. Die Disposition lautet wie folgt:
| I Hauptwerk C– |              |       |
| 1.             | Quintadena   | 16′   |
| 2.             | Prinzipal    | 8′    |
| 3.             | Rohrflöte    | 8′    |
| 4.             | Oktave       | 4′    |
| 5.             | Spitzflöte   | 4′    |
| 6.             | Nasat        | 2 ⁄3′ |
| 7.             | Oktave       | 2′    |
| 8.             | Hohlflöte    | 2′    |
| 9.             | Mixtur IV–VI |       |
| 10.            | Trompete     | 8′    |

| II Brustwerk C– |                    |       |
| 11.             | Gedackt            | 8′    |
| 12.             | Rohrflöte          | 4′    |
| 13.             | Prinzipal          | 2′    |
| 14.             | Quinte             | 1 ⁄3′ |
| 15.             | Sesquialtera II    |       |
| 16.             | Quintzimbel III–IV |       |
| 17.             | Dulzian            | 8′    |
|                 | Tremulant          |       |

| Pedal C– |             |     |
| 18.      | Subbass     | 16′ |
| 19.      | Oktave      | 8′  |
| 20.      | Metallflöte | 4′  |
| 21.      | Nachthorn   | 2′  |
| 22.      | Mixtur V    |     |
| 23.      | Fagott      | 16′ |
| 24.      | Trompete    | 8′  |
| 25.      | Cornett     | 2′  |
|          | Tremulant   |     |

- Koppeln: II/I, I/P, II/P

## Fotografien und Karte
Koordinaten: 53° 35′ 51,1″ N, 9° 57′ 38,3″ O

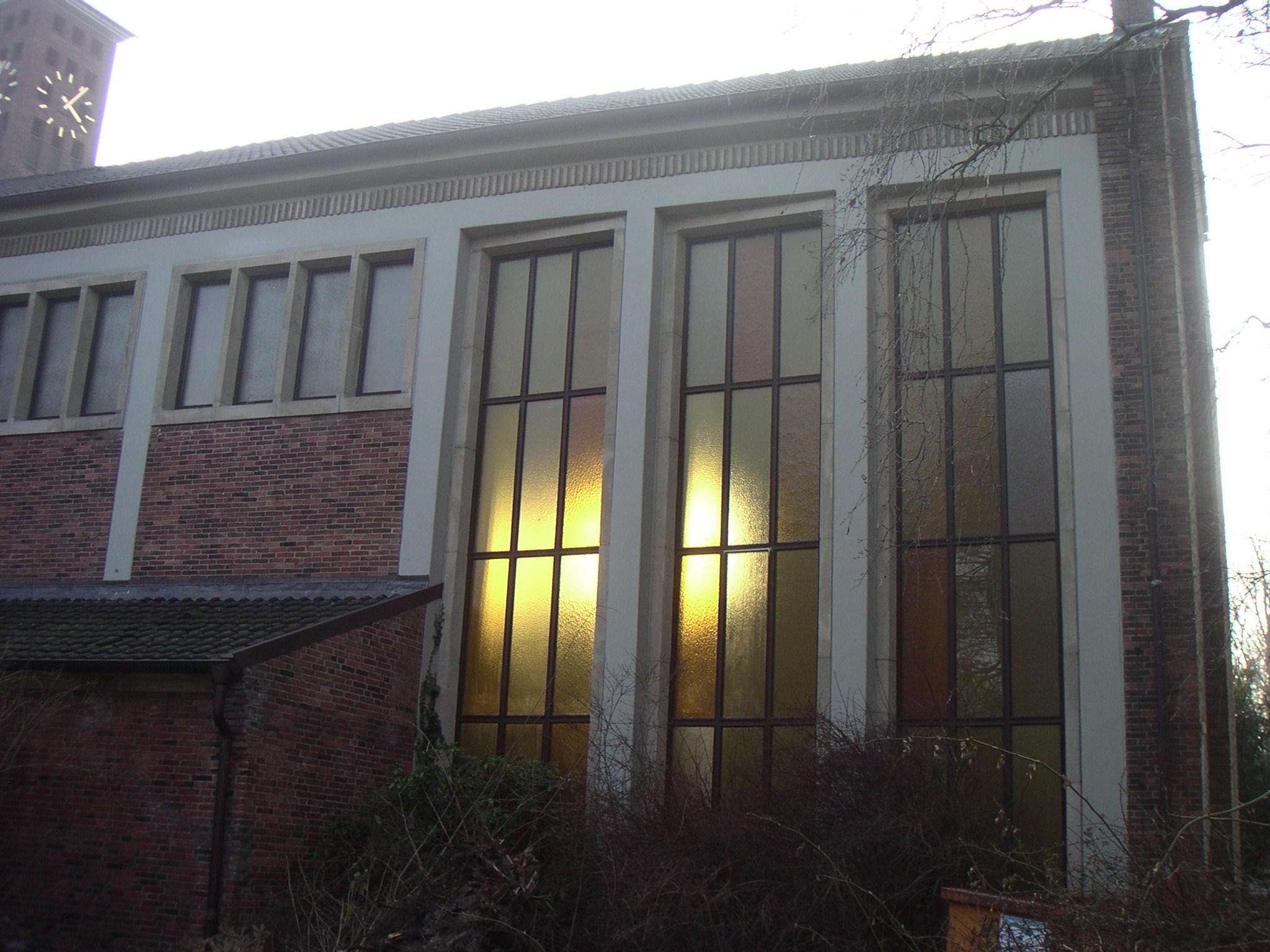
Fenster des Kirchenschiffs
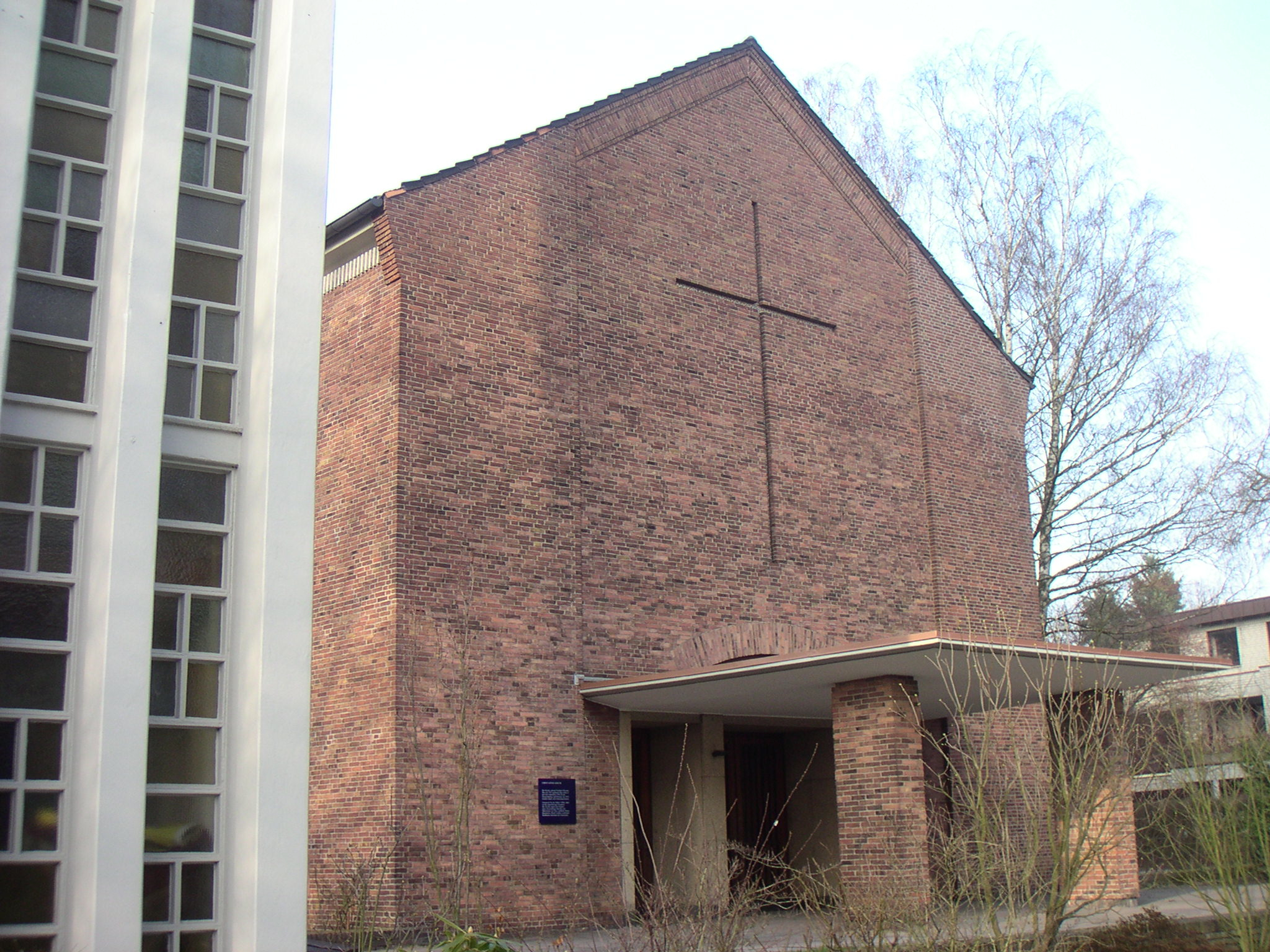
Eingangsbereich mit Vordach
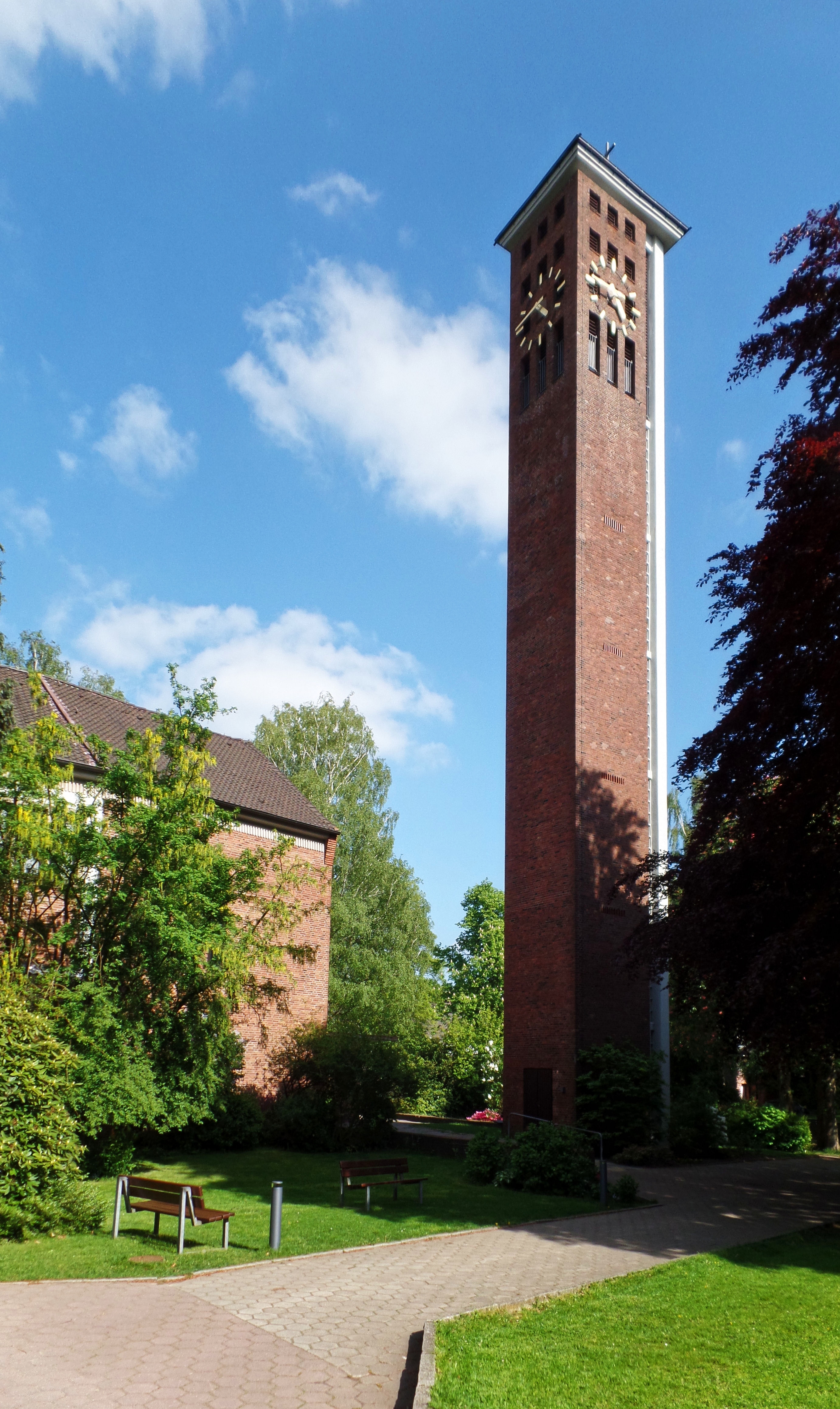
Turm von Nordwesten